# Rhododendron cuneatum
Rhododendron cuneatum là một loài thực vật có hoa trong họ Thạch nam. Loài này được W.W. Sm. miêu tả khoa học đầu tiên năm 1914.